# Jules Rolland (sculpteur)
Pour les articles homonymes, voir Rolland et Jules Rolland.
Jules Léger François Rolland, né à Paris le 17 novembre 1827 et mort dans la même ville le 25 juin 1871 est un sculpteur français.

## Biographie
Jules Rolland, admis à l'École des beaux-arts de Paris le 7 avril 1848, est élève dans les ateliers de Jean-Jacques Feuchère et de Francisque Duret. Il obtient le second grand prix de Rome en 1855.
En 1856, il est récompensé par une mention honorable au concours de la tête d'expression avec La Contemplation céleste.